# 10. tisućljeće pr. Kr.
◄ | 11. tisućljeće pr. Kr. | 10. tisucljeće pr. Kr. | 9. tisućljeće pr. Kr. | ►
100. stoljeće pr. Kr. | 99. stoljeće pr. Kr. | 98. stoljeće pr. Kr. | 97. stoljeće pr. Kr. | 96. stoljeće pr. Kr. | 95. stoljeće pr. Kr. | 94. stoljeće pr. Kr. | 93. stoljeće pr. Kr. | 92. stoljeće pr. Kr. | 91. stoljeće pr. Kr.
10. tisućljeće pr. Kr. je je razdoblje od 10000. pr. Kr. do 9001. pr. Kr..
Ovo tisućljeće označava početak mezolita, što je prvi dio epohe Holocen. Svjetska populacija je bila vjerojatno ispod 5 milijuna ljudi, uglavnom u lovačko-sakupljačkim zajednicama, rasutim po svim kontinentima osim Antarktika. Lončarstvo, a s njim vjerojatno i kuhanje, je nezavisno razvijeno u Japanu i sjevernoj Africi. Poljoprivreda je počela razvijati, ali nije postala široko rasprostranjena ili dominantna narednih 2.000 godina. Virm glacijal je završio, i počeo je interglacijal, koji i danas traje, što je omogućilo ponovno naseljavanje sjevernih područja.

## Promjena okoline
Oko 8000. pr. Kr.:
- Beringovo more: Beringov kopneni most između Sibira i Sjeverne Amerike prekriven vodom.
- Svijet: Razine vode se naglo diže, a u unutrašnjosti izbijaju masovne poplave zbog topljenja ledenjaka.

## Glavni događaji i razvoji
Oko 10.000 godina pr. Kr.:
- Početak mezolitskog ili epipaleolitskog vremenskog razdoblja, što predstavlja prvi dio holocenske epohe.
- Bubalus period u Sahari
- Europa: Pripadnici Azilijanskog (kultura bojenih oblutka) naroda žive u Španjolskoj, Francuskoj, Švicarskoj, Belgiji i Škotskoj.
- Europa: Saami se nastanjuju u Skandinaviji i počinju se miješati s narodima koji su već živjeli u Norveškoj, Finskoj, Švedskoj i Rusiji.
- Europa: Magdalenijanska kultura cvate i stvara pećinske slike u Francuskoj.
- Norveška: Prvi tragovi ljudskog stanovništva u Randabergu.
- Azija: Špilje u blizini Kaspijskog mora upotrebljavaju se kao ljudska staništa.
- Japan: Jomonski ljudi bave se lončarstvom, love ribu, životinje, prikupljaju lješnjake, orahe i jestivo sjemenje. Postoji oko 10.000 poznatih nalazišta.
- Mezopotamija: Tri ili više jezičnih skupina, uključujući sumerski i semitske narode dijele isti politički i kulturni način života.
- Sjeverna Amerika: Paleoindijanska društva lovaca-skupljača žive kao nomadi.
- Sjeverna Amerika: Blackwater Draw se stvara u Novom Meksiku, što svjedoči o ljudskoj aktivnosti.
- Sjeverna Amerika: Folsomski narod cvjeta na jugozapadu današnjih SAD.
- Sjeverna Amerika: Osnovano naselje na nalazištu Nanu u Haida Gwaiiju u današnjoj Britanskoj Kolumbiji, što predstavlja najstarije trajno naseljeno područje današnje Kanade.
- Sjeverna Amerika: Canis dirus, Smilodon, Divovski dabar, Kopneni tipavac, mamut i američki lav izumiru.
- Sjeverna Amerika: Long Island postaje otok nakon što voda prodire preko zapadnog ruba do unutarnjeg jezera.
- Homo floresiensis, posljednji čovjekov bliski srodnik, izumire.
- Australija (kontinent): Ljudi migriraju na australski kontinent. Ovo su predci današnjih australskih Aboridžina.

- Oko 9700. pr. Kr.: Stvara se jezero Agassiz.
- Oko 9500. pr. Kr.: Stvoreno jezero Ancylus, dio današnjeg Baltičkog mora.
- Oko 9000. pr. Kr.: Bliski Istok: Prve kamene građevine postavljene su kod Jerihona.
- 9560. pr. Kr.: Ako se Platon shvati doslovno (pod pretpostavkom da je njegova tvrdnja o 9000 godina prije 560. godine pr. Kr. bila točna), grad-država Atlantida potonula je u ocean.

## Izumi i otkrića
- Pripitomljen pas.
- Egipat: Rane oštrice srpova i mlinova nestaju, te su zamijeneni kamenim oruđem za lov, ribolov i skupljanje.
- Koreja: Pojavljuju se prve posude, vjerojatno povezane s prvim sjedilačkim poljoprivrednim zajednicama.
- Perzija: Pripitomljena koza.
- Mezopotamija: Ljudi počinju prikupljati divlju pšenicu i ječam kako bi fermentiralo prvo pivo.

## Vanjske poveznice
|  | Zajednički poslužitelj ima još gradiva o temi 10. tisućljeće pr. Kr. |